# Puteaux SA 18

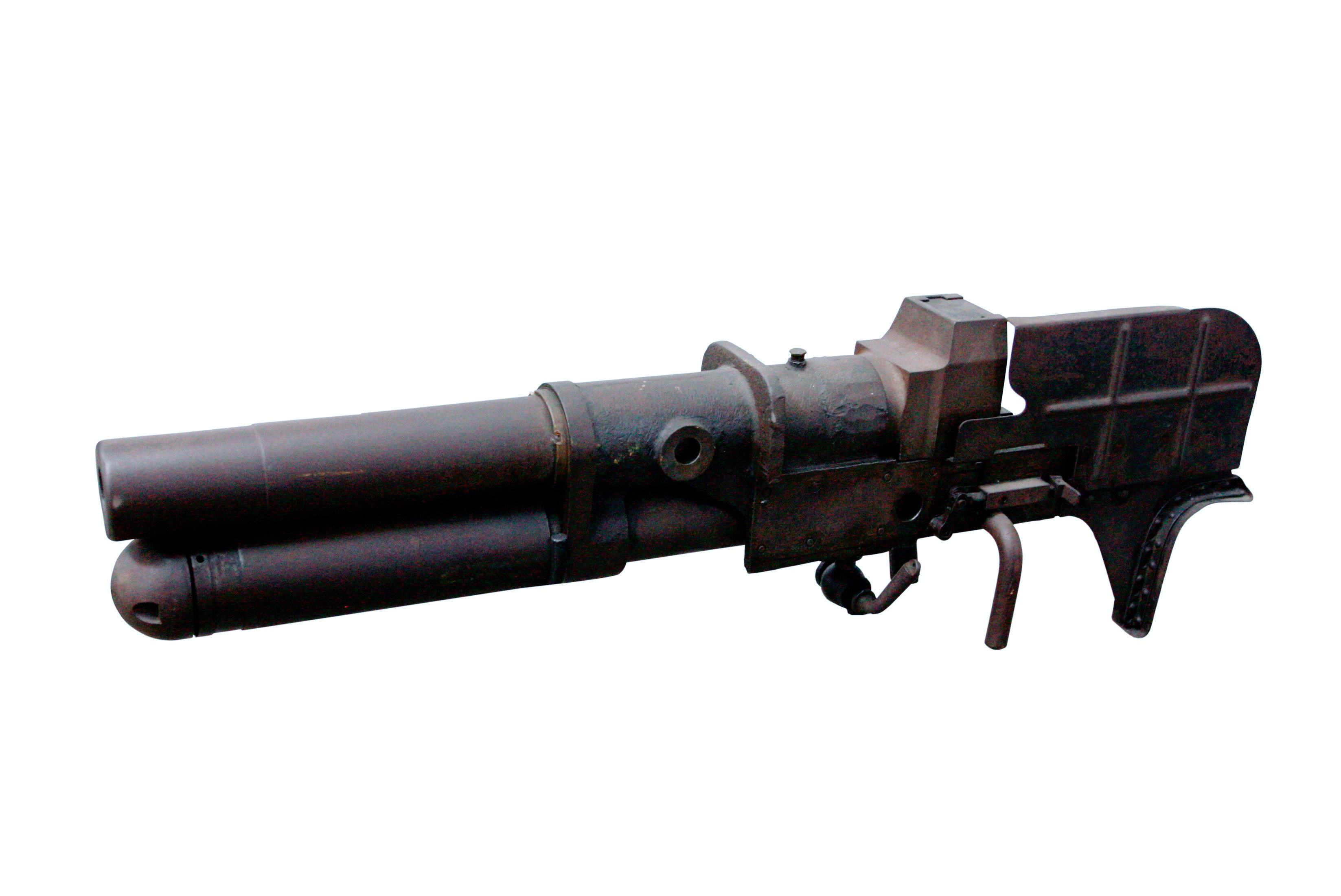
Um SA 18 Preservado no Museu de Tanques de Samur

O Puteaux SA 18 era um canhão francês, usado a partir da Primeira Guerra Mundial em diante, montados principalmente em veículos de combate.
Era uma arma simples, confiável, com uma elevada frequência de fogo possível graças a um sistema de culatra semi-automática. Foi destinado principalmente para ser usado contra infantaria e ninhos de metralhadora, devido a sua velocidade inicial baixa que proibisse o uso anti-tanque. Apesar da eficiência de penetração em blindagem ser fraca, mesmo tão tarde quanto 1939, foi suficiente para combater veículos blindados leves alemães e até mesmo tanques como o Panzer I, II, 35(t) e 38(t) e com sorte os modelos III e IV mais novos.

## Detalhes Técnicos

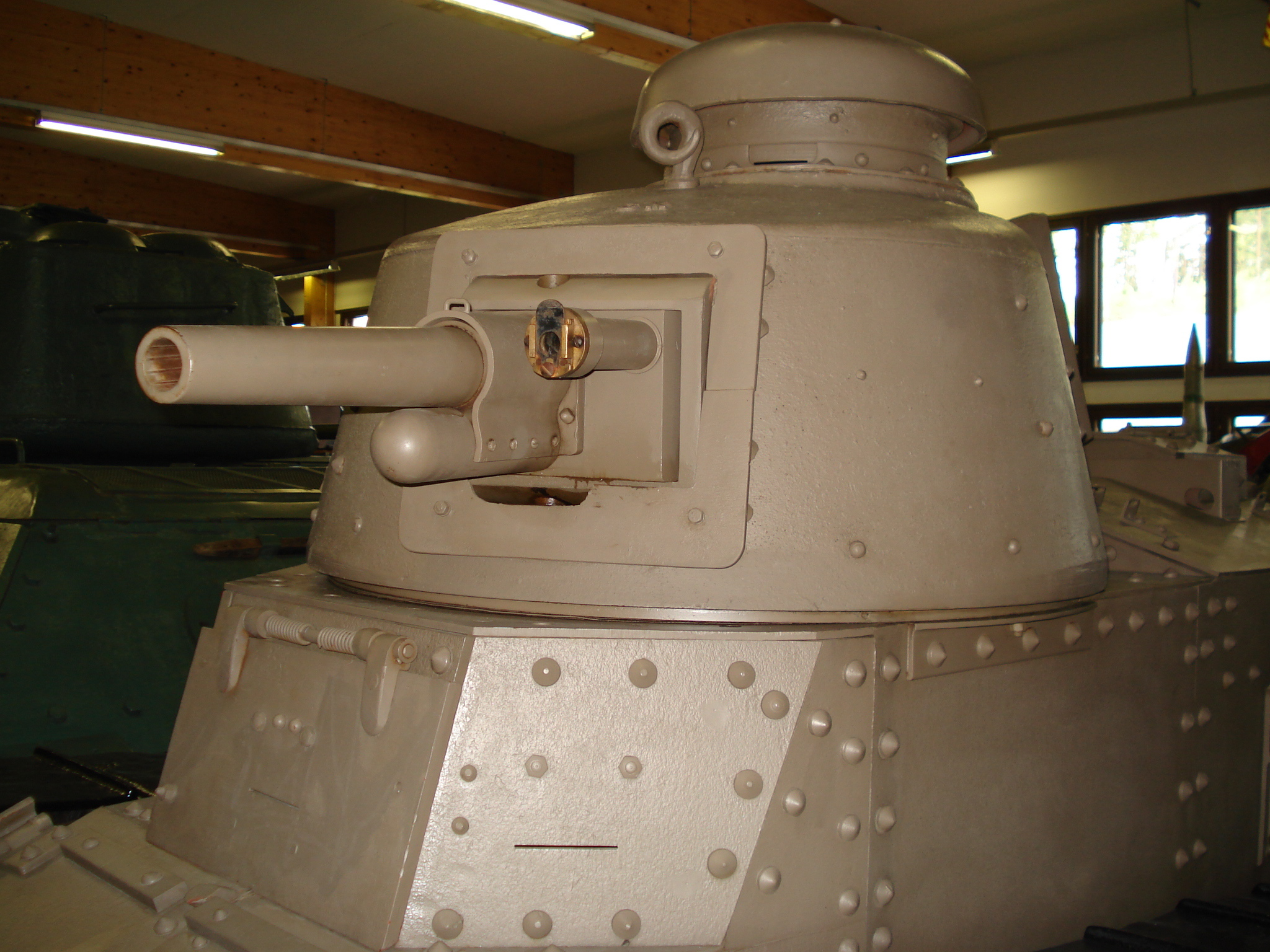
Uma SA 18 de um Tanque FT-17 do Museu de Tanques de Parola

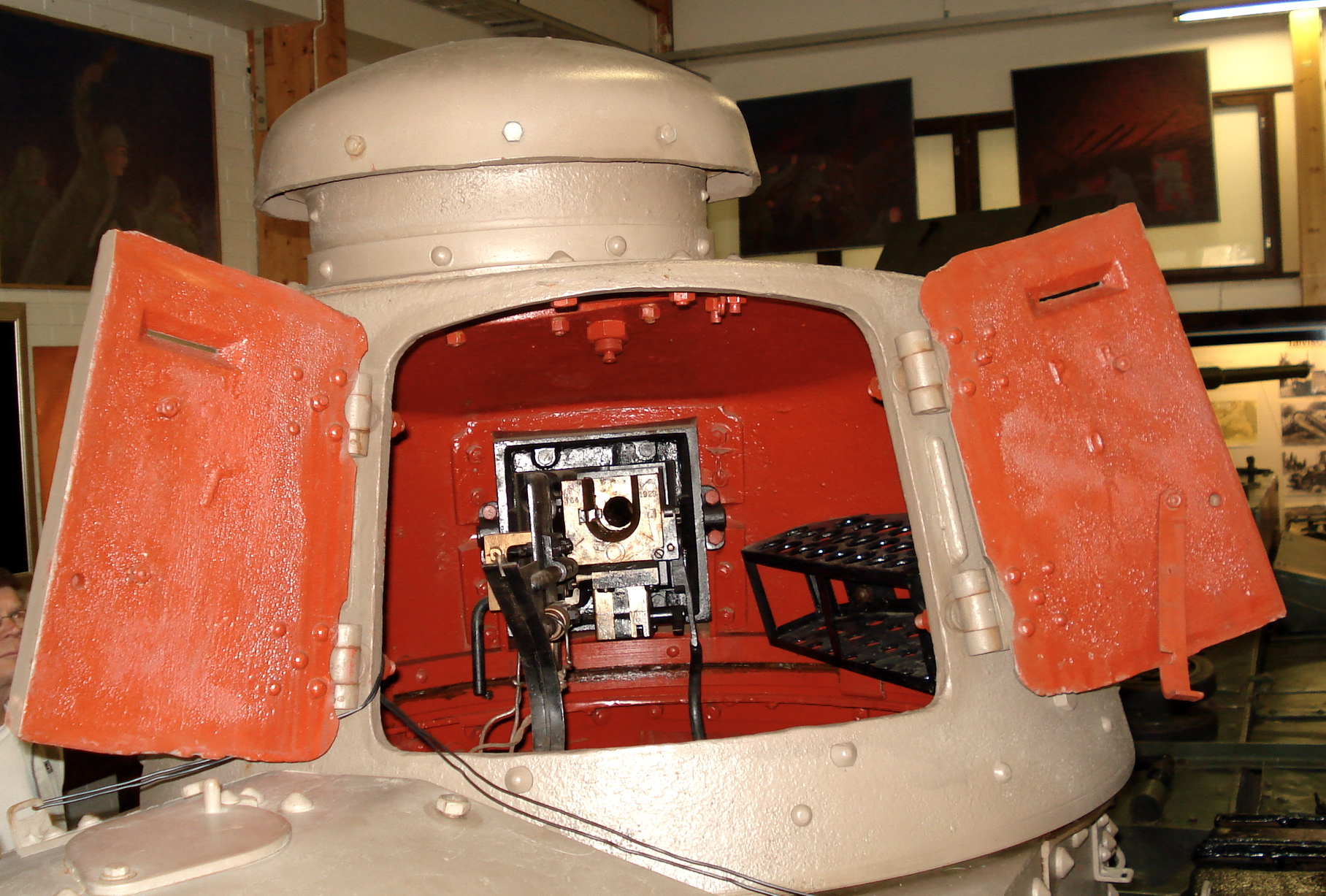
Vista Interna da Torre do Tanque da Imagem Acima

O comprimento do cano foi de 21 calibres (L / 21). Enquanto sua taxa máxima de incêndio foi de 15 rodadas por minuto, sendo sua taxa prática foi de apenas 10 rodadas. Após a queima, a culatra abriu e ejetou o estojo de cargueiro usado automaticamente. A arma foi servida apenas pelo artilheiro que apontou através de uma simples visão direta 1x.
Esta arma era padrão em tanques leves franceses, sendo montados no Renault FT-17 na Primeira Guerra Mundial. Durante a Segunda Guerra Mundial, foi usado no Renault R-35, Hotchkiss H-35 e H-38, FCM-36 e vários tipos de carros blindados franceses, principalmente a White-Laffly WL-50. Esses modelos de tanques leves compunham boa parte da força blindada francesa.
No Exército Polaco era denominada Puteaux wz.18 e foi usada nos tanques Renault FT e Renault R-35 e Hotchkiss H-35, carros blindados Peugeot, Samochód pancerny wz.28, Samochód pancerny wz. 29 e Samochód pancerny wz. 34 carros blindados. Também foi usado em trens blindados.
1. ↑  http://derela.republika.pl/weap2.htm#arm
2. 1 2  http://www.jaegerplatoon.net/TANK_GUNS.htm#37PsvK18